# Ligier JS39
Chronologie des modèles (1993)
Ligier JS37 Ligier JS39B
La Ligier JS39 est la monoplace de Formule 1 engagée par l'écurie française Ligier dans le cadre du championnat du monde de Formule 1 1993. Propulsée par un moteur V10 Renault, elle est pilotée par les Britanniques Mark Blundell et Martin Brundle. Le Français Éric Bernard est le pilote essayeur de l'écurie. La JS39 se distingue de ses concurrentes par l'absence de suspension active.

## Historique
La JS39 marque ses premiers points lors de la manche inaugurale, en Afrique du Sud, où Mark Blundell termine troisième, à un tour du vainqueur Alain Prost, tandis que son équipier abandonne à la suite d'un tête-à-queue au cinquante-septième tour. Il s'agit du premier podium de Ligier depuis la deuxième place de Jacques Laffite au Grand Prix de Détroit 1986,.
Lors de la course suivante, au Brésil, Blundell marque les points de la cinquième place après être parti dixième, alors que Brundle abandonne dès le premier tour à cause d'un carambolage. Ce dernier termine sa première course de la saison lors de la quatrième manche, où il est troisième du Grand Prix de Saint-Marin.
À Monaco, Brundle retrouve les points en terminant sixième, à deux tours du vainqueur Ayrton Senna, alors que Brundell abandonne dès le troisième tour à cause d'une défaillance de sa suspension.
Lors du Grand Prix suivant, au Canada, Brundle et Blundell se qualifient en troisième et quatrième positions. En course, alors que Brundle termine cinquième, son équipier est victime d'un accident au treizième tour,. Brundle réitère sa performance au Grand Prix de France.
La deuxième partie de saison s'avère moins délicate pour Mark Blundell qui obtient de nombreuses places d'honneur et termine notamment troisième du Grand Prix d'Allemagne. Au Grand Prix de Hongrie, Brundle termine cinquième, puis marque le point de la sixième place au Portugal, et enfin en Grand Prix d'Australie, pour l'ultime manche du championnat,.
À l'issue de la saison, Ligier termine cinquième du championnat du monde des constructeurs, avec vingt-trois points. Martin Brundle se classe septième du championnat des pilotes avec treize points, tandis que Mark Blundell est dixième avec dix points.

## Résultats en championnat du monde de Formule 1

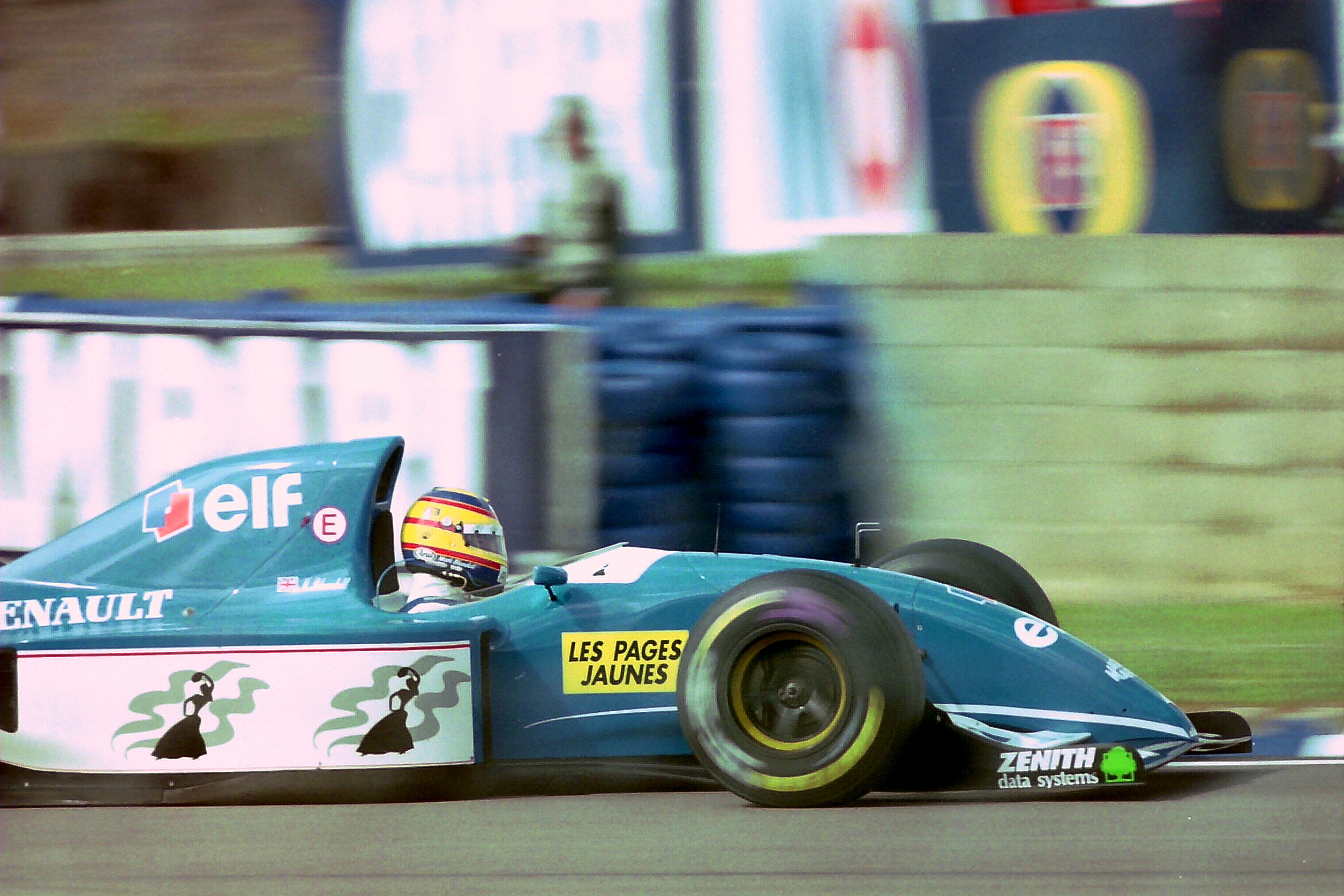
La Ligier JS39 de Mark Blundell lors des essais libres du Grand Prix de Grande-Bretagne 1993.

| Saison | Écurie                 | Moteur          | Pneus    | Pilotes        | Courses | Courses | Courses | Courses | Courses | Courses | Courses | Courses | Courses | Courses | Courses | Courses | Courses | Courses | Courses | Courses | Points inscrits | Classement |
| Saison | Écurie                 | Moteur          | Pneus    | Pilotes        | 1       | 2       | 3       | 4       | 5       | 6       | 7       | 8       | 9       | 10      | 11      | 12      | 13      | 14      | 15      | 16      | Points inscrits | Classement |
| ------ | ---------------------- | --------------- | -------- | -------------- | ------- | ------- | ------- | ------- | ------- | ------- | ------- | ------- | ------- | ------- | ------- | ------- | ------- | ------- | ------- | ------- | --------------- | ---------- |
| 1993   | Ligier Gitanes Blondes | Renault RS5 V10 | Goodyear |                | AFS     | BRÉ     | EUR     | SMR     | ESP     | MON     | CAN     | FRA     | GBR     | ALL     | HON     | BEL     | ITA     | POR     | JAP     | AUS     | 23              | 5e         |
| 1993   | Ligier Gitanes Blondes | Renault RS5 V10 | Goodyear | Martin Brundle | Abd     | Abd     | Abd     | 3e      | Abd     | 6e      | 5e      | 5e      | 14e     | 8e      | 5e      | 7e      | Abd     | 6e      | 9e      | 6e      | 23              | 5e         |
| 1993   | Ligier Gitanes Blondes | Renault RS5 V10 | Goodyear | Mark Blundell  | 3e      | 5e      | Abd     | Abd     | 7e      | Abd     | Abd     | Abd     | 7e      | 3e      | 7e      | 11e     | Abd     | Abd     | 7e      | 9e      | 23              | 5e         |

Légende : ici 